# Canzone
Canzone (italiensk) er betegnelsen for en metrisk form, der oprindelig hører hjemme i den provençalske digtekunst. 
Versemålet er væsentlig jambisk; digtet er delt i strofer, hvis versliniers antal ikke er bestemt, men dog ens i alle stroferne; verslinierne er oftest ulige lange og rimer indbyrdes i ikke strengt lovbunden orden (oprindelig i alt fald); til slutningen danner nogle få linjer en lille strofe, der kaldes congedo (farvel til digtet, der går ud i verden). Allerede Dantes forgængere skrev canzoner, og navnlig Guido Cavalcantis Canzone all' amore (13. århundrede) blev berømt. Divina Commedias forfatter har selv digtet adskillige canzoner; men særlig berømthed vandt Petrarcas canzoner, der sammen med sonetterne indtager den vigtigste plads i hans Canzoniere (digtsamling). De er mest erotiske, for eksempel den skønne Chiare, fresche e dolci acque (til Vaucluses kilde), men der findes dog også patriotiske digte iblandt dem, som det til Cola di Rienzo og det til Italien, og religiøse, som 
bønnen til Madonna. Siden er der efter Petrarcas eksempel frembragt utallige canzoner i den italienske poesi; i dag er formen dog ikke meget benyttet. I den danske litteratur har den så godt som ingen rolle spillet (nogle enkelte af Oehlenschläger).